# Bas Leinders
Bas Leinders ha estat un pilot de curses automobilístiques belga que va arribar a disputar curses de Fórmula 1.
Va néixer el 16 de juliol del 1975 a Bree, Bèlgica.

## A la F1
Bas Leinders va debutar a la segona cursa de la temporada 2004 (la 55a temporada de la història) del campionat del món de la Fórmula 1, ja que per la primera, el G.P. d'Austràlia, no tenia encara la superllicencia necessària per poder disputar curses de la F1.
Va participar en els entrenaments el divendres com a tercer pilot de Minardi en un total de disset curses puntuables pel campionat de la F1 de la 2004) no podent participar en cap cursa de forma oficial.
També ha participat en les 24 hores de Le Mans, aconseguint una setenà posició com a millor classificació.

## Resultats a la Fórmula 1
| Any  | Equip            | Xassís  | Motor    | 1   | 2         | 3         | 4         | 5         | 6         | 7         | 8         | 9         | 10        | 11        | 12        | 13        | 14        | 15        | 16        | 17        | 18        | Posició | Punts |
| ---- | ---------------- | ------- | -------- | --- | --------- | --------- | --------- | --------- | --------- | --------- | --------- | --------- | --------- | --------- | --------- | --------- | --------- | --------- | --------- | --------- | --------- | ------- | ----- |
| 2004 | Minardi Cosworth | Minardi | Cosworth | AUS | MAL P.Dv. | BAH P.Dv. | SMR P.Dv. | ESP P.Dv. | MON P.Dv. | EUR P.Dv. | CAN P.Dv. | USA P.Dv. | FRA P.Dv. | GBR P.Dv. | ALE P.Dv. | HUN P.Dv. | BEL P.Dv. | ITA P.Dv. | XIN P.Dv. | JAP P.Dv. | BRA P.Dv. | -       | 0     |

### Resum
| Curses: | Victòries: | Pòdiums: | Poles: | Voltes ràpides: | Punts: |
| ------- | ---------- | -------- | ------ | --------------- | ------ |
| 17 (0)  | 0          | 0        | 0      | 0               | 0      |